# Ruth Williamson
Ruth Williamson est une actrice américaine née le 25 janvier 1954 à Baltimore au Maryland.

## Filmographie

### Cinéma
- 1994 : L'Étudiant étranger : Mme Baldridge
- 2000 : Psycho Beach Party : Pat
- 2000 : Double Parked : Marge
- 2000 : Family Man : Betty Peterson
- 2003 : La blonde contre-attaque : Madeline Kroft
- 2003 : Easy Six : Dean Janet Vanderpool
- 2005 : Les Producteurs : Snooty Woman
- 2007 : Evan tout-puissant : une voisine
- 2012 : Fake Fingernails, Cash and Viagra : Helena
- 2013 : 3 Geezers! : la professeur d'art plastique
- 2013 : Paraphobia : Linda
- 2014 : Absent : Dolly
- 2016 : The Watcher : Francine
- 2019 : Velvet Buzzsaw : Dease Opening Patron

### Télévision
- 1994 : The Adventures of Pete and Pete : l'enseignante (1 épisode)
- 1995-1996 : New York, police judiciaire : Sophie Mercier et Dr Rachel Moran (2 épisodes)
- 1999-2002 : Courage, le chien froussard : plusieurs personnages (14 épisodes)
- 2000 : Wonderland : une demoiselle nymphomane (1 épisode)
- 2002 : Urgences : une infirmière (1 épisode)
- 2002 : Samouraï Jack : la femme de l'Écossais (1 épisode)
- 2002 : Ce que j'aime chez toi : Mme Boshwit (1 épisode)
- 2003 : Le Cartel (1 épisode)
- 2003 : The Practice : Donnell et Associés : Dr Sharon Gabler (1 épisode)
- 2003 : Newport Beach : Peggy (2 épisodes)
- 2003-2006 : Nip/Tuck : Hedda Grubman (6 épisodes)
- 2004 : Star Trek: Enterprise (3 épisodes)
- 2007 : Médium : Mme Rykoff (1 épisode)
- 2007 : Higglytown Heroes : la dame de la cantine (1 épisode)
- 2008 : Hannah Montana : Loretta (1 épisode)
- 2008 : Monk : Doris (1 épisode)
- 2013 : Modern Family : Marilyn (1 épisode)
- 2013 : Castle : Geraldine Powers (1 épisode)
- 2014 : The Millers : Joy (2 épisodes)
- 2014 : Clarence : Ginbot (1 épisode)
- 2014 : Les Feux de l'amour : une serveuse (1 épisode)
- 2015 : #doggyblog : Gloria (1 épisode)
- 2015 : Casual : la pleureuse (1 épisode)
- 2016 : The Grinder : Sue (1 épisode)
- 2017 : Amour, Gloire et Beauté : Sally Spectra Double (1 épisode)